# An Ninh, Quỳnh Phụ
An Ninh là một xã thuộc huyện Quỳnh Phụ, tỉnh Thái Bình, Việt Nam.
Xã An Ninh có diện tích 7,96 km², dân số năm 1999 là 8427 người, mật độ dân số đạt 1059 người/km².